# Rivalidad futbolística entre Argentina y Países Bajos
La rivalidad futbolística entre Argentina y Países Bajos es una rivalidad deportiva altamente competitiva que existe entre las selecciones nacionales de fútbol de los dos países, así como entre sus respectivos grupos de aficionados.
A diferencia de muchas rivalidades futbolísticas, esta es intercontinental, emparejando al equipo argentino de Sudamérica con el equipo neerlandés de Europa.
Enfrentándose por primera vez en un amistoso internacional en mayo de 1974, los dos equipos se enfrentaron solo un mes después en la fase de grupos de la Copa Mundial de la FIFA de 1974. Desde entonces, el enfrentamiento se ha convertido en uno de los más comunes en la Copa del Mundo, con los dos equipos enfrentándose un total de seis veces durante el torneo.
En total, los Países Bajos han ganado cuatro juegos contra uno de Argentina, y los otros cinco partidos terminaron en empate. Incluyendo 3 victorias de Argentina en la tanda de penaltis.

## Historial
Considerados por los medios deportivos como dos países históricamente grandes, argentinos y neerlandeses han desarrollado una intensa rivalidad. Se han enfrentado diez veces en total, y seis veces durante el torneo de la Copa Mundial de la FIFA.

### Primeros partidos
Las dos selecciones se enfrentaron por primera vez el 26 de mayo de 1974 en un amistoso internacional, ganado por Países Bajos por 4-1. Al mes siguiente, los dos equipos fueron sorteados en el Grupo A de la segunda ronda de la Copa Mundial de la FIFA 1974 celebrada en Alemania Occidental. Su primer enfrentamiento en la Copa Mundial de la FIFA tuvo lugar el 26 de junio; Johan Cruyff anotó dos goles en la victoria de Holanda, que vio a los holandeses derrotar a Argentina por 4-0.

### Final de la Copa Mundial 1978
Argentina y los Países Bajos se encontraron nuevamente en la final de la Copa Mundial de la FIFA de 1978, y Argentina se vengó de su derrota de 1974 al derrotar a Países Bajos por 3-1. Argentina fue sede del torneo de 1978 que se vio empañado por la controversia, con la presión política supuestamente a favor de Argentina en el campo. Realizado bajo el telón de fondo de la dictadura de Jorge Rafael Videla, el torneo fue visto como una herramienta para la propaganda nacionalista argentina. La selección peruana supuestamente fue sobornada para perder su partido contra Argentina, lo que envió a este último a la final sobre Brasil.  En la final, Mario Kempes y Dick Nanninga marcaron durante el tiempo reglamentario, para Argentina y Países Bajos, respectivamente. Empatado 1-1, el partido se fue a la prórroga. Kempes volvió a marcar y Daniel Bertoni agregó otro gol para los argentinos, asegurándoles una victoria por 3-1.
Los dos equipos se volvieron a encontrar al año siguiente en un partido amistoso organizado por la FIFA para celebrar el 75 aniversario de la organización. El juego fue documentado por el escritor de Sports Illustrated Clive Gammon para ser muy disputado, terminando en un empate 0-0; La FIFA optó por organizar una tanda de penaltis, que terminó 8-7 a favor de Argentina. El juego también se destacó por presentar a Diego Maradona, de 18 años, quien se unió a la lista de Argentina debido a una lesión en la pierna de Kempes.

### Partido del Mundial 1998 y amistosos posteriores
Después de no enfrentarse durante la década de 1980, ambas naciones se enfrentaron durante los cuartos de final de la Copa Mundial de la FIFA 1998. Patrick Kluivert de Países Bajos y Claudio López de Argentina intercambiaron goles al comienzo del partido. Empatado 1-1, Dennis Bergkamp anotó un gol tardío en el minuto 90 del partido para darle a los neerlandeses una victoria por 2-1. El gol de Bergkamp se consideraría uno de los goles más icónicos en la historia de la Copa Mundial de la FIFA.

### Empates sin goles en 2006 y 2014

Alineaciones en 2006.

Alineaciones en 2014.

Los dos equipos jugaron en tres empates consecutivos en partidos de la Copa Mundial de la FIFA en 2006, 2014 y 2022. El partido de 2006 ocurrió durante la fase de grupos del torneo, ya que los neerlandeses y los argentinos quedaron en el Grupo C. El último partido de la fase de grupos para ambos equipos, entraron al juego con ambos ya asegurados un viaje a la fase eliminatoria del torneo. El partido fue un asunto sin goles. Argentina terminó por delante de Países Bajos en el grupo, debido a que ganó el desempate por diferencia de goles.
Argentina y Países Bajos volvieron a enfrentarse en las semifinales de la Copa Mundial de la FIFA 2014. Descrito como «tedioso» por el escritor de la BBC Phil McNulty, el juego proporcionó poca ofensiva, ya que ambas defensas mantuvieron el control durante todo el empate 0-0. Empate después de la prórroga, Argentina prevaleció 4-2 en los penales. Convirtieron sus cuatro intentos de penalti, mientras que los neerlandeses Ron Vlaar y Wesley Sneijder vieron detenidos sus intentos por el portero argentino Sergio Romero.

### La «Batalla de Lusail»
Otro enfrentamiento de la Copa Mundial de la FIFA entre los dos equipos ocurrió en los cuartos de final del torneo de 2022. El juego se destacó por su naturaleza polémica antes, durante y después del partido. Antes del encuentro, el técnico neerlandés Louis van Gaal declaró que "tenemos una cuenta que saldar con Argentina por lo que sucedió hace dos Copas del Mundo". El partido vio a los argentinos tomar una ventaja de 2-0 después de que Lionel Messi asistiera a Nahuel Molina en un gol en la primera mitad, antes de anotar en un gol de penalti en la segunda. Wout Weghorst, una sustitución al final del juego para los Países Bajos anotó 2 goles, incluido uno en el undécimo y último minuto del tiempo de descuento para ayudar a los neerlandeses a igualar el juego en 2-2. Entre los dos goles de Weghorst, ambos banquillos se despejaron y los jugadores de ambos equipos se enfrascaron en una riña debido a una dura falta de Leandro Paredes y el balón fue pateado hacia la banda holandesa. El juego permaneció empatado después de la prórroga, enviando a los dos equipos a una tanda de penales. Argentina prevaleció 4-3, con ambos equipos intentando cinco tiros. El guardameta Emiliano Martínez hizo dos atajadas y estuvo notablemente animado durante la tanda de penales. Lautaro Martínez convirtió en el quinto intento de Argentina para enviarlos a las semifinales en el camino a su tercera victoria en la Copa Mundial de la FIFA.
Muchos escritores de fútbol señalaron que el juego era dramático y muy disputado. Los jugadores argentinos fueron vistos regodeándose con Países Bajos inmediatamente después del partido, pero el defensor argentino Nicolás Otamendi explicó que esto fue en respuesta a que varios jugadores neerlandeses intentaron tácticas de intimidación durante la tanda de penales. Se entregaron un récord de 17 tarjetas amarillas a jugadores y cuerpo técnico durante el partido; Antonio Mateu, árbitro del partido, suscitó polémica por su actuación. Reportando sobre el juego, Jason Burt de The Telegraph escribió, "fue enérgico, francamente sucio y con una gran cantidad de juego. Incluso las entrevistas posteriores al partido fueron agresivas con Messi criticando a los jugadores neerlandeses mientras hablaba". Messi dijo después del partido que se sintió irrespetado por los comentarios previos al partido de Van Gaal y afirmó que «algunos jugadores neerlandeses hablaron demasiado durante el partido». Sin embargo, Messi luego expresó su pesar por sus acciones durante y después del partido, calificándolas como resultado de varios momentos de tensión entre las dos partes.
Este partido entre Argentina y Países Bajos en la Copa de 2022 se conoce como la «Batalla de Lusail» según informes y fanáticos.

## Historial de partidos
| #  | Fecha                  | Sede                      | Ciudad        | Ganador      | Resultado | Competencia                 | Goles                                  |
| -- | ---------------------- | ------------------------- | ------------- | ------------ | --------- | --------------------------- | -------------------------------------- |
| 1  | 26 de mayo de 1974     | Olympic Stadium           | Amsterdam     | Países Bajos | 4–1       | Amistoso                    |                                        |
| 2  | 26 de junio de 1974    | Parkstadion               | Gelsenkirchen | Países Bajos | 4–0       | 1974 Copa Mundial de Fútbol | NED: Cruyff (2), Krol, Rep             |
| 3  | 25 de junio de 1978    | Estadio Monumental        | Buenos Aires  | Argentina    | 3–1       | 1978 Copa Mundial de Fútbol | ARG: Kempes (2), Bertoni NED: Nanninga |
| 4  | 22 de mayo de 1979     | Stadion Wankdorf          | Berna         | Argentina    | 0–0       | Amistoso                    |                                        |
| 5  | 4 de julio de 1998     | Stade Vélodrome           | Marsella      | Países Bajos | 2–1       | 1998 Copa Mundial de Fútbol | ARG: López NED: Kluivert, Bergkamp     |
| 6  | 31 de marzo de 1999    | Amsterdam Arena           | Amsterdam     | Empate       | 1–1       | Amistoso                    | ARG: Batistuta NED: Davids             |
| 7  | 12 de febrero de 2003  | Amsterdam Arena           | Amsterdam     | Países Bajos | 1–0       | Amistoso                    | NED: van Bronckhorst                   |
| 8  | 21 de junio de 2006    | Waldstadion               | Frankfurt     | Empate       | 0–0       | 2006 Copa Mundial de Fútbol |                                        |
| 9  | 9 de julio de 2014     | Arena Corinthians         | São Paulo     | Argentina    | 0–0       | 2014 Copa Mundial de Fútbol |                                        |
| 10 | 9 de diciembre de 2022 | Estadio Icónico de Lusail | Lusail        | Argentina    | 2–2       | 2022 Copa Mundial de Fútbol | ARG: Molina, Messi NED: Weghorst (2)   |

## Comparación de títulos

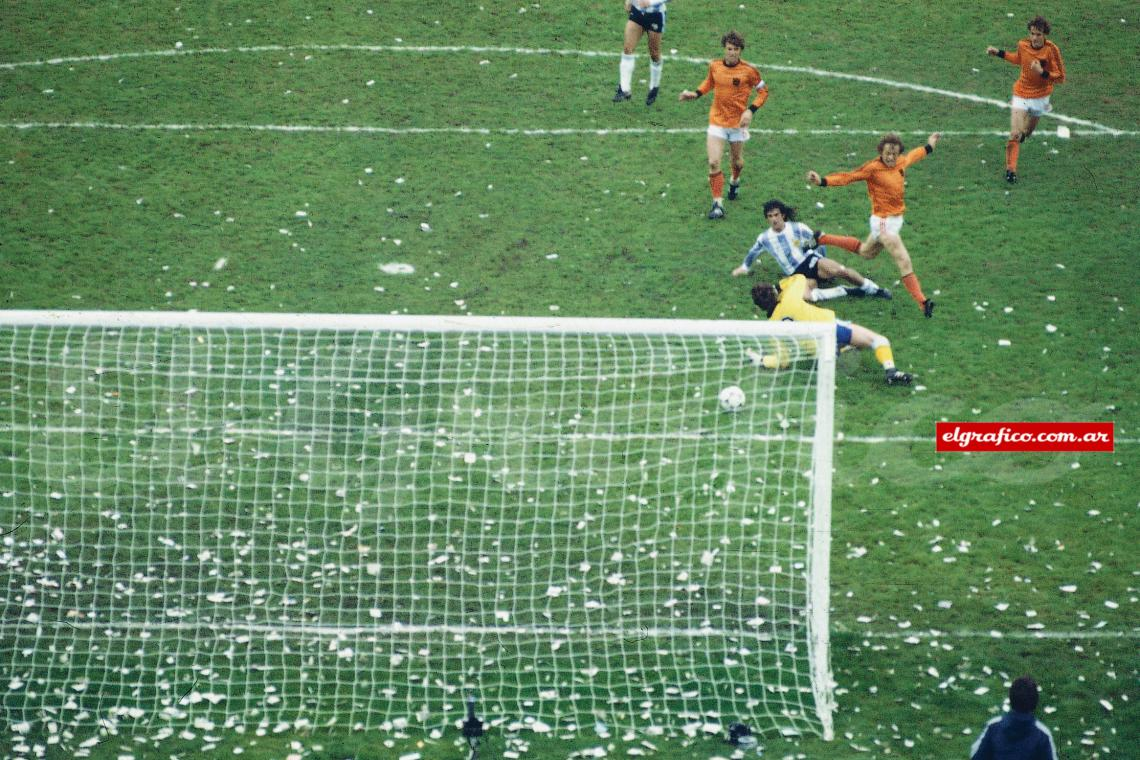
Mario Kempes anota el primer gol de Argentina contra Países Bajos en la final de la Copa Mundial de 1978.

A continuación se listan solo torneos oficiales de selecciones absolutas. Se incluye la Copa Artemio Franchi, la cual es un título oficial intercontinental organizado por UEFA y Conmebol en conjunto por lo que también se la conocía como campeonato Intercontinental de selecciones.
| Competición                                           | Países Bajos | Argentina |
| ----------------------------------------------------- | ------------ | --------- |
| Mundial de Fútbol                                     | 0            | 3         |
| Copa FIFA Confederaciones                             | 0            | 1         |
| Copa de Campeones Conmebol-UEFA                       | 0            | 2         |
| Copa América/Eurocopa                                 | 1            | 16        |
| Campeonato Panamericano de Fútbol/UEFA Nations League | 0            | 1         |
| Totales                                               | 1            | 23        |